# 황반변성
황반변성(黃斑變性, macular degeneration or age-related macular degeneration)은 노화로 인해 망막의 황반에 문제가 생겨 실명하는 병이다.

## 같이 보기
- 안과
- 시각 장애